# Římskokatolická farnost Pecka
Římskokatolická farnost Pecka je územním společenstvím římských katolíků v rámci jičínského vikariátu královéhradecké diecéze.

## O farnosti

### Historie
V původním peckovském kostele byl v roce 1621 pohřben Kryštof Harant z Polžic a Bezdružic. Kostel byl později barokně přestavěn a rozšířen. V roce 2009 peckovská farnost afilovala původně samostatné farnosti Borovnice, Horní Brusnice a Vidochov.

### Seznam duchovních správců
- 1945–1961 R.D. František Kalenský (farář)
- 1961–1995 R.D. Miroslav Stryhal (farář)
- 1995–1996 R.D. Mons. Karel Exner (administrátor excurrendo z Nové Paky)
- 1996–2004 R.D. ThLic. Czeslaw Dworak (administrátor)
- 2004–2008 R.D. ThMgr. Alexander Pająk, MSF. (administrátor)
- 2008–2009 R.D. ThMgr. Erhard Osmantzik, MSF. (administrátor)
- 2009–2019 R.D. ThMgr. Mariusz Jan Robak, MSF. (administrátor)
- 2019–2021 R.D. Mgr. Ľubomír Pilka (administrátor)
- 2021–2023 R.D. Antonín Brychta (administrátor)
- od r. 2023 R.D. ThMgr. Robert Pietrzak (administrátor)

### Současnost
Farnost má sídelního duchovního správce, který spravuje pouze tuto jedinou farnost.
| Kostel                              | Místo          | Bohoslužba                         | Bohoslužba                                     | Poznámka        |
| ----------------------------------- | -------------- | ---------------------------------- | ---------------------------------------------- | --------------- |
| Kostel svatého Víta                 | Borovnice      | neděle středa                      | 9.45 hod. 16.00 hod. v zimě, 17.00 hod. v létě | filiální kostel |
| Kostel Nejsvětějšího Srdce Ježíšova | Borovnička     | 2x ročně (pouť a výročí posvěcení) | 2x ročně (pouť a výročí posvěcení)             | filiální kostel |
| Kostel svatého Mikuláše             | Horní Brusnice | neděle 1x za 14 dní středa         | 11.15 17.00                                    | filiální kostel |
| Kostel svaté Anny                   | Mostek         | neděle 1x za 14 dní středa         | 11.15 18.15                                    | filiální kostel |
| Kostel svatého Bartoloměje          | Pecka          | neděle čtvrtek                     | 8.00 hod. 17.00                                | farní kostel    |
| Kostel svaté Máří Magdaleny         | Stupná         | 1x ročně (poutní)                  | 1x ročně (poutní)                              | filiální kostel |
| Kostel svatých Andělů strážných     | Vidochov       | sobota                             | 17.00                                          | filiální kostel |
| Kostel svatého Jana Křtitele        | Vidonice       | 2x ročně (pouť a výročí posvěcení) | 2x ročně (pouť a výročí posvěcení)             | filiální kostel |
| Kostel sv. Jana Nepomuckého         | Zvičina        | 2x ročně (pouť a výročí posvěcení) | 2x ročně (pouť a výročí posvěcení)             | filiální kostel |